# 모로 분쟁
모로 분쟁(Moro Conflict)은 필리핀 민다나오섬에서 진행 중인 내란 사태다. 필리핀 정부와 모로족 무슬림 반군 사이 긴장관계는 1969년부터 시작되었다. 1968년 자비다 학살로 사태는 격화되어, 필리핀 대학교 교수였던 누르 미수아리가 모로 민족해방전선 (MNLF)을 조직하여 민다나오 독립을 천명했다. 세월이 지나면서 MNLF는 여러 집단으로 분열했는데, 그 가운데 하나가 이슬람 국가 수립을 주장한 모로 이슬람 해방전선(MILF)이다.

## 같이 보기
- 사바 국경 공격
- 필리핀의 인구
- 필리핀의 역사
- 모로족
- 미얀마의 로힝야족 박해